# Bruno Corti
Bruno Corti (Villanuova sul Clisi, 13 maggio 1920 – Roma, 14 aprile 2001) è stato un politico e sindacalista italiano.

## Biografia
Studioso e docente di Archeologia Industriale, è stato promotore negli anni ottanta e novanta del movimento dell'Archeologia Industriale italiana ed internazionale come presidente dell'Icmai, Istituto per la cultura materiale ed industriale. Autore della voce Archeologia Industriale 1991 dell'Enciclopedia Treccani.
Sindacalista, segretario confederale UIL dal 1953 al 1969, è stato segretario generale UILM (Unione italiana lavoratori metalmeccanici) e presidente della Camera sindacale provinciale di Brescia, deputato socialdemocratico per quattro legislature. È stato anche sottosegretario alle Partecipazioni Statali al Governo Andreotti II nel 1973 e al Ministero del Lavoro e la Previdenza al Governo Rumor IV e V nel 1974, poi all'Industria, commercio e artigianato nei governi Cossiga e Forlani, e infine agli Affari Esteri nei governi Spadolini I e II, Fanfani V e Craxi I e II.
Dal 1986 al 1991 titolare del seminario in Archeologia Industriale del programma di dottorato in Chimica industriale presso la Technische Universität Wien.
Studioso di teoria dell'Arbitrato internazionale, oggetto della sua tesi di laurea all'Università di Pavia con relatore Benvenuto Griziotti di cui fu assistente . Ha fatto parte della London Court of International Arbitration. Ha partecipato come esperto alla redazione della procedura Uncitral di arbitrato internazionale ed è stato consulente per arbitrati Uncitral presso la Corte Permanente di Arbitraggio dell'Aja.